# Heine (Guttentag)
Heine, polnisch Kolejka ist ein Ort in der Stadt- und Landgemeinde Gutentag im Powiat Oleski der Woiwodschaft Opole in Polen.

## Geschichte
Der Ort wurde 1824 auf Anlass von Graf von Renard als Kolonie gegründet und nach dem Forstmeister Heyn benannt. 1865 hatte Heine 21 Kolonisten. Der Boden war sehr sandig und somit wenig fruchtbar und kaum für die Landwirtschaft nutzbar.
Bei der Volksabstimmung in Oberschlesien am 20. März 1921 stimmten im Ort 17 Wahlberechtigte für einen Verbleib Oberschlesiens bei Deutschland und 93 für eine Zugehörigkeit zu Polen. Heine verblieb nach der Teilung Oberschlesiens beim Deutschen Reich. Bis 1945 befand sich der Ort im Landkreis Groß Strehlitz.
1945 kam der bis dahin deutsche Ort unter polnische Verwaltung und wurde anschließend der Woiwodschaft Schlesien angeschlossen und ins polnische Kolejka umbenannt. 1950 kam der Ort zur Woiwodschaft Oppeln. Von 1975 bis 1998 befand sich der Ort in der Woiwodschaft Częstochowa (Tschenstochau). 1999 kam der Ort zur Woiwodschaft Oppeln und zum wiedergegründeten Powiat Oleski. Am 4. Juli 2008 erhielt der Ort zusätzlich den amtlichen deutschen Ortsnamen Heine.

## Wappen

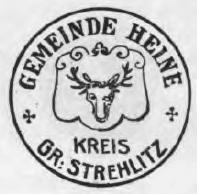
Altes Siegel der Gemeinde um 1850

Alte Siegel und Stempel des Ortes zeigen einen Hirschkopf. Wohl in Anlehnung an den Forstmeister Heyn, nach dem der Ort benannt wurde.